# Вакин

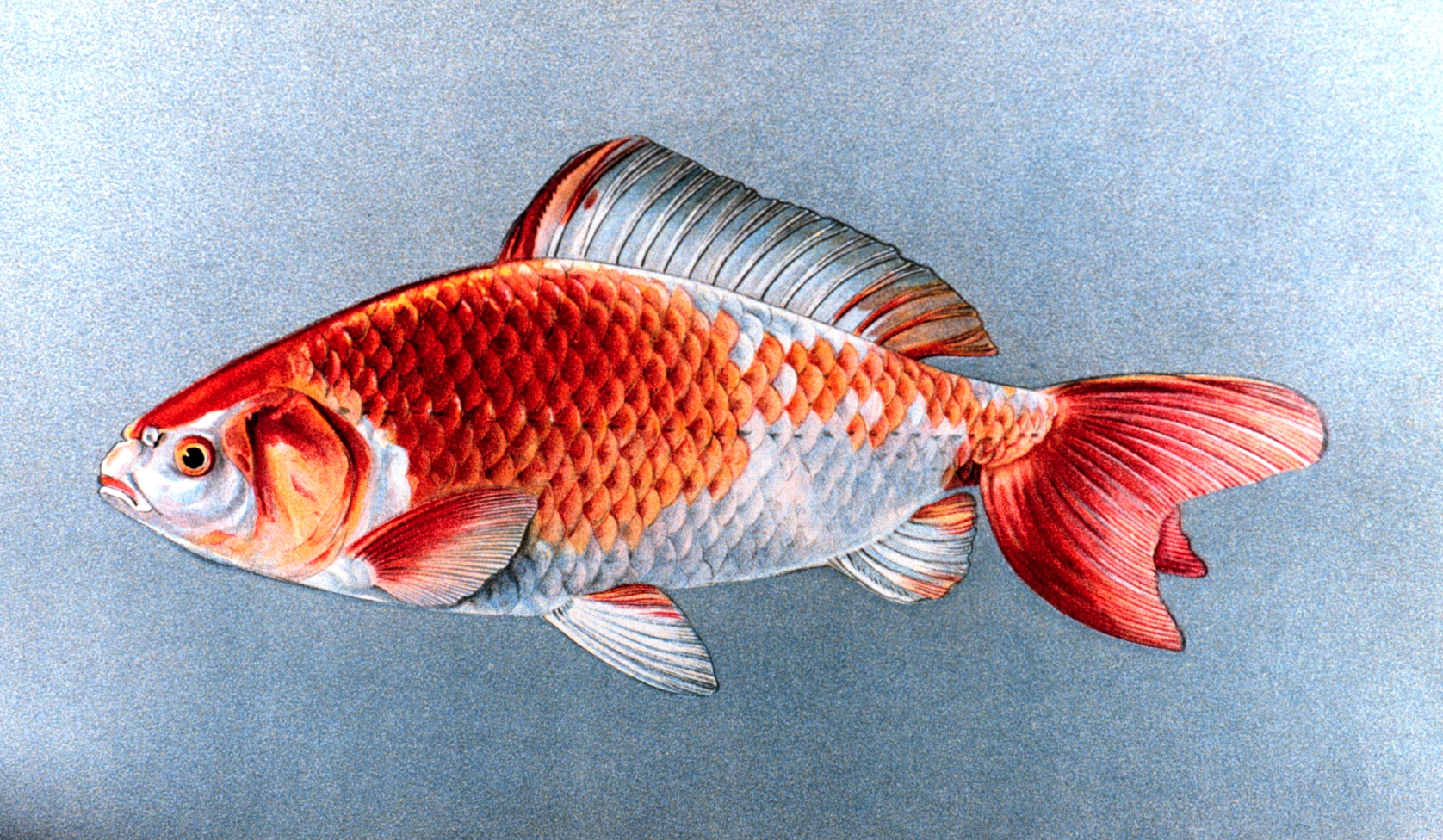
Золотая рыбка Вакин на открытке XIX века из серии «Золотые рыбки в культуре Японии» от Синносукэ Мацубара

Вакин или вальговка (яп. 和金, лат. Carassius gibelio forma auratus (Bloch, 1782)) — породная разновидность искусственно культивированных декоративных «золотых рыбок».

## Названия
Иное наименование золотой рыбки вакин, которая очень популярна в Японии и широко там культивируется — японская золотая рыбка.

## История происхождения
Хотя вакин в настоящее время и является японской рыбкой, однако — дикой формы этой разновидности золотых рыбок в Японии нет. Родина происхождения золотой рыбки вакин — Китай, которую называли там «Кинг-Ю». Ключевая мутация вакин в дальнейшем привела к выведению пород с раздвоенным плавником. От разновидности вакин произошли очень многие прототипы золотых рыбок.

## Описание

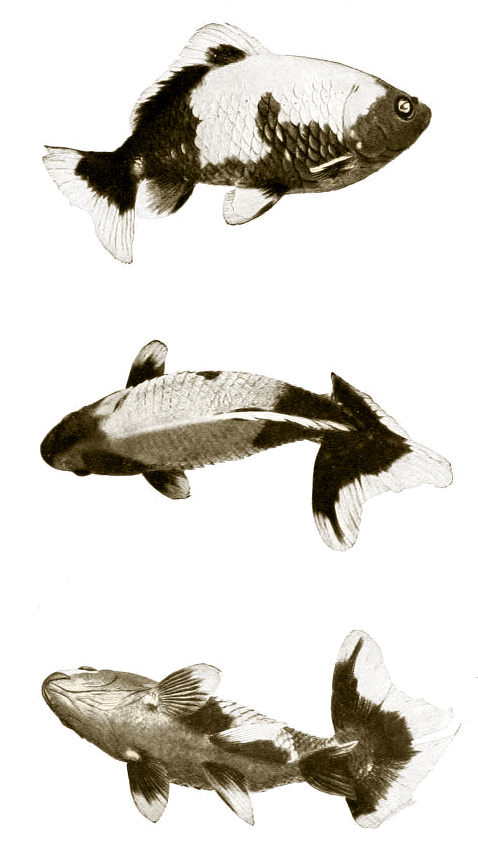
Вакин (рис. 1904 года)

Рыбки быстро растут и к трехлетнему возрасту достиают 20 см. Возможны представители вакин с длинной тела до 30 и даже несколько больше сантиметров. От обычной золотой рыбки вакин отличается полновато-вальковатым телом и раздвоенным хвостовым плавником. Встречаются некоторые особи и с одинарным, чуть удлиненным хвостом. По древней азиатской традиции, длиннотелая золотая рыбка выведенна специально для наблюдения сверху. Отличается от кометы ещё большей выносливостью и раздвоенным коротким хвостом — бабочкой.

### Окрас
Ценность вакинов в их окраске. Порода имеет пёстрый рисунок из оранжевых и белых отметин. Красный цвет является преобладающим и может равномерно покрывать все тело и плавники. Часто в расцветке вакин сочетаются белые и черные цвета; возможны серебристые, жемчужные, серые, бронзовые, коричневые, золотые и другие оттенки — как отдельно, так и в комбинациях; нередко присутствуют в окраске жёлтые, оранжевые и другие цвета. Яркоокрашенные участки, которые могут варьироваться от жёлтого до красновато-оранжевого, должны располагаться по всему телу, чтобы не преобладал лишь белый цвет. Чисто белые варианты попадаются редко и отсеиваются селекционерами. Самая распространённая порода вакин окрашена в блестяще металлический цвет, и также существует перламутровая разновидность этой рыбки.

### Поведение
Рыбки очень активны и резвы, — по сравнению с короткотелыми представителями золотых рыбок.

## Условия содержания и размножения
Рыбок содержат рыб при следующих условиях:

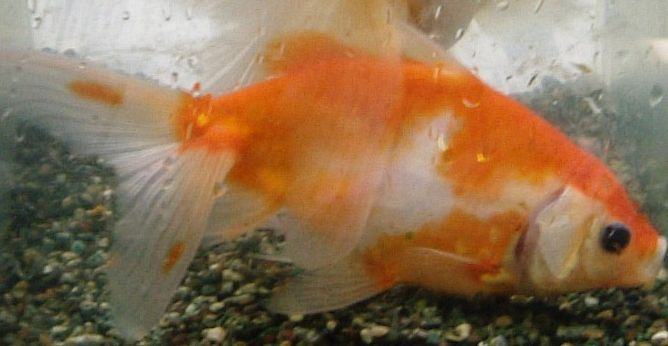
Молодая рыбка вакин в домашнем аквариуме

- Жёсткость воды (gH) от 6 до 20°;
- Кислотность воды (pH) около 7,0;
- Температура (t) 8-15 °C.

### Кормление
К кормам неприхотливы и всеядны: едят как живую, так и растительную пищу, а также сухие корма. Скармливание кормов периодически равномерное и в таком количестве, сколько рыба способна съесть за короткий промежуток времени.

### Размножение
Половозрелость и возможность их размножения наступает через год после вылупления мальков из икринок. Подготовка к нересту аналогична описанной для других карповидных: нерестовик обустраивается в центре 100—150 литрового аквариума с нерестовой решеткой, одним или двумя распылителями и пучком мелколиственных растений в центре. На одну самку 2-х самцов. Плодовитость от 2 до 10 тыс. икринок. Личинка выходит через 2 суток. На 5-й день мальки начинают плавать. Кормление мальков — коловраткой.
Для разведения:
- Показатели жёсткости воды (gH) 6-20°;
- Кислотность воды (pH) 7,0-8,0;
- Температура (t) 18-25 °C.

## В аквариумистике и прудовом хозяйстве
Рыбка подходит для содержания в холодноводном аквариуме с большим пространством для свободного плавания, однако разводится она главным образом для декоративных прудов парков и садов. Красива в оранжереях. Благодаря выносливости породы, её можно содержать в декоративном пруду на улице. Предпочитает сообщество себе подобных, яркий свет и обилие свободного пространства. Эффективная фильтрация и регулярная подмена воды. При оформлении водоема рекомендуется использовать сыпучий мелкофракционный грунт, камни, коряги, живые или пластиковые растения, в том числе плавающие.